# Álvaro Gaxiola
Juan Álvaro José Gaxiola Robles (ur. 26 stycznia 1937 w Guadalaharze, zm. 18 sierpnia 2003 tamże) – meksykański skoczek do wody. Srebrny medalista olimpijski z Meksyku.
Zawody w 1968 były jego trzecimi igrzyskami olimpijskimi. Debiutował w 1960, brał również udział w IO 64. Przed własną publicznością sięgnął po medal w skokach z wieży 10 m, wyprzedził go jedynie Włoch Klaus Dibiasi. W skokach z wieży był złotym medalistą igrzysk panamerykańskich w 1959 i srebrnym w 1963.